# Синежаберный солнечник
Синежаберный солнечник, или длиннопёрый солнечник (лат. Lepomis macrochirus) — вид североамериканских рыб из семейства центрарховые (Centrarchidae). Является самым распространённым видом в озёрах влажного субтропического климата, являясь фактически американским аналогом привычного жителям Евразии карася.

## Места обитания
Синежаберный солнечник встречается в озёрах и мелководных водоёмах юго-востока США: восточнее Скалистых гор до прибрежных регионов Виргинии и Флориды, на севере до штата Миннесота, а на юге — в Техасе и севере Мексики.
Позднее рыба была завезена в Европу, Южную Африку, Азию и Южную Америку, став интродуцированным видом, который признан вредителем в Германии и Японии.

## Описание
Размеры синежаберного солнечника от 10 до 30 см, и средним весом в полкилограмма, а максимальным — 2 кг.

## Размножение и развитие
Икрометание проходит в марте—июле, когда вода прогревается до самых высоких значений.
Молодые солнечники держатся стайками по 20—30 особей, иногда вместе с другими рыбами — краппи, обыкновенный солнечник, малоротый окунь.
Более взрослые особи держатся на бо́льшей глубине, чтобы избежать пищевой конкуренции, и держат под контролем территорию в 30 м².

## Рыболовство
Синежаберный солнечник является объектом спортивной рыбалки. Его достаточно легко поймать с берега на живую приманку: мух, червей, сверчков, а также на кукурузу, хлеб, сыр и даже на голый крючок.
Самого солнечника также используют как приманку для более крупных рыб: синего сома, плоского сома и окуня.